# Brachyopa paradoxa
Brachyopa paradoxa är en tvåvingeart som beskrevs av Nina Krivosheina 2004. Brachyopa paradoxa ingår i släktet savblomflugor, och familjen blomflugor. Inga underarter finns listade i Catalogue of Life.